# كرستوفر كوستغان
كرستوفر كوستغان (بالإنجليزية: Christopher Costigan)‏ رحالة ومستكشف أيرلندي ولد أوائل القرن التاسع عشر وتوفي في 7 سبتمبر 1835، يُعتبر كوستغان أول مساح للبحر الميت وهو من توصل إلى أن منطقة البحر الميت هي أدنى نقطة من اليابسة تحت مستوى سطح البحر بانخفاض مقدارة 417 متر تحت مستوى سطح البحر، بدأ رحلتة الإستكشافية للبحر الميت في أغسطس 1835 وصل بيروت بحراً ومن ثم توجة إلى عكا ومنها للبحر الميت وصل إلى شرق البحر في 28 أغسطس خلال الفترة أصابة المرض والتعب والإنهاك، ولم تجدي محاولات إسعاف كوستغان جدوى ففارق الحياة في 7 سبتمبر 1835 م.